# Sansevieria ebracteata
Sansevieria ebracteata är en sparrisväxtart som först beskrevs av Antonio José Cavanilles, och fick sitt nu gällande namn av Suresh. Sansevieria ebracteata ingår i släktet bajonettliljor, och familjen sparrisväxter. Inga underarter finns listade i Catalogue of Life.